# Future Cop (série télévisée, 1976)
Future Cop est une série télévisée américaine en un téléfilm de 90 minutes et 6 épisodes de 50 minutes créée par Allen S. Epstein et Anthony Wilson, diffusée entre le 1er mai 1976 et le 30 avril 1977 sur le réseau ABC, suivie d'un téléfilm le 28 mars 1978 sur NBC.
La série est inédite dans les pays francophones.

## Synopsis
- Joe Cleaver, un officier de police vétéran se voit astreindre un nouveau partenaire qui s'avère être un androïde à visage humain dénommé Haven. Ce dernier créé par le laboratoire scientifique de la police de Los Angeles fait partie d'un nouveau programme d'assistance aux forces de l'ordre.

## Distribution
- Ernest Borgnine : Officier Joe Cleaver
- Michael Shannon : Officier John Haven
- John Amos : Officier Bill Bundy
- Herbert Nelson : Capitaine Skaggs
- Irene Tsu : Docteur Tingley
- Tracy Reed : Natalie Bundy

## Fiche technique
- Créateurs : Allen S. Epstein et Anthony Wilson
- Supervision de l'écriture : Harold Livingston
- Producteurs exécutifs : Anthony Wilson et Gary Damsker
- Producteur associé : Michael P. Schoenbrun
- Musique : Billy Goldenberg et Thomas Talbert
- Directeurs de la photographie : Howard Schwartz et Terry K. Meade
- Montage : Steven C. Brown, Ronald LaVine, Ronald J. Fagan
- Direction artistique : Jack De Shields, Michael Baugh
- Effets spéciaux de maquillage : Tom Miller et Jack Obringer
- Effets spéciaux visuels : Richard E. Johnson
- Compagnie de production : Paramount Television
- Son : Mono
- Image : Couleurs
- Ratio : 1.33:1 plein écran
- Négatif : 35 mm
- Durée : 60 minutes
- Langage : Anglais

## Épisodes

### Première saison (1976-1977)
1. Le policier du futur (Future Cop) (Épisode pilote de 90 min)
2. Un boxeur en acier (Fighting O'Haven)
3. Le poseur de bombes, première partie (The Mad Mad Bomber, part one)
4. Le poseur de bombes, seconde partie (The Mad Mad Bomber, part two)
5. Sur le fil du rasoir (Girl on the Ledge)
6. La Taupe (Carlisle Girl)
7. Le Kid (The Kansas City Kid)

### Téléfilm (1978)
- Les flics et le Rouge-Gorge (Cops and Robin) (90 min)

## Production

### Tournage
- La série a été tournée dans les studios Paramount, à Los Angeles.

## DVD
- L'intégrale de la série est sortie en coffret 2 DVD en zone 1 chez l'éditeur Mill Creek le 1er mars 2016 [1].